# کاخ وایت‌هال
کاخ وایت هال - که تالار سفید نیز نوشته می‌شود - در وست مینستر محل اقامت اصلی پادشاهان انگلیسی از سال 1530 تا 1698 بود، زمانی که اکثر سازه‌های آن، به استثنای خانه ضیافت اینیگو جونز در سال 1622، در اثر آتش‌سوزی ویران شدند. هنری هشتم پس از اینکه آپارتمانهای سلطنتی قدیمی در نزدیکی کاخ وست مینستر در اثر آتش‌سوزی نابود شدند، اقامتگاه سلطنتی را به وایت هال منتقل کرد. اگرچه کاخ وایت هال باقی نمانده است، اما منطقه ای که در آن قرار داشت هنوز وایت هال نامیده می‌شود و مرکز دولت بریتانیا باقی مانده است.
تالار سفید زمانی بزرگ‌ترین کاخ اروپا بود، با بیش از ۱۵۰۰ اتاق، که از واتیکان پیشی گرفت، پیش از آن که کاخ ورسای که در حال گسترش بود به ۲۴۰۰ اتاق برسد. در گسترده‌ترین حالت، کاخ در بخش زیادی از منطقه که با خیابان نورثامبرلند در شمال هم‌مرز است، گسترش یافته است. به خیابان داونینگ و نزدیک به دروازه دربی در جنوب. و تقریباً از ارتفاعات ساختمان‌های فعلی رو به جاده گارد اسب در غرب، تا سواحل آن زمان رودخانه تیمز در شرق (ساخت و ساز خاکریزی ویکتوریا زمین‌های بیشتری را از تیمز پس گرفته است) - در مجموع حدود ۲۳ هکتار (۹٫۳ هکتار). حدود ۷۱۰ یارد (۶۵۰ متر) از کلیسای وست مینستر فاصله داشت.

## تاریخچه
در قرن سیزدهم، کاخ وست مینستر به مرکز حکومت انگلستان تبدیل شده بود و از سال ۱۰۴۹ محل اصلی اقامتگاه شهری پادشاه بود. منطقه اطراف به مکانی محبوب و گران‌قیمت تبدیل شد. والتر دو گری، اسقف اعظم یورک، بلافاصله پس از سال ۱۲۴۰ ملکی را به عنوان اقامتگاه خود در وست مینستر خریداری کرد و آن را محل یورک نامید.
شاه ادوارد اول در زمانی که کار در وست مینستر انجام می‌شد، چندین بار در محل یورک اقامت داشت و آن را به گونه ای بزرگ کرد که همراهانش را در خود جای دهد. محل یورک در طول قرن پانزدهم بازسازی شد و کاردینال ولسی آنقدر گسترش یافت که تنها با کاخ لمبث به عنوان بزرگ‌ترین خانه در پایتخت، از جمله کاخ‌های پادشاه، رقابت کرد. در نتیجه، هنگامی که شاه هنری هشتم در سال ۱۵۳۰ کاردینال را از قدرت برکنار کرد، محل اقامت یورک را به جای وست مینستر (مسکونی سلطنتی یا "محرمانه" که در سال ۱۵۱۲ در آتش سوخته بود) به عنوان اقامتگاه اصلی خود به دست آورد و دارایی‌های آن را بازرسی کرد. در شرکت آن بولین. نام "Whitehall" اولین بار در سال ۱۵۳۲ ثبت شد. منشأ آن در سنگ سفید مورد استفاده برای ساختمان‌ها بود.

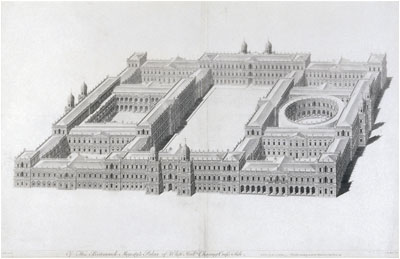
طرح اینیگو جونز، به تاریخ ۱۶۳۸، برای یک قصر جدید در وایت هال، که فقط تا حدی محقق شد.

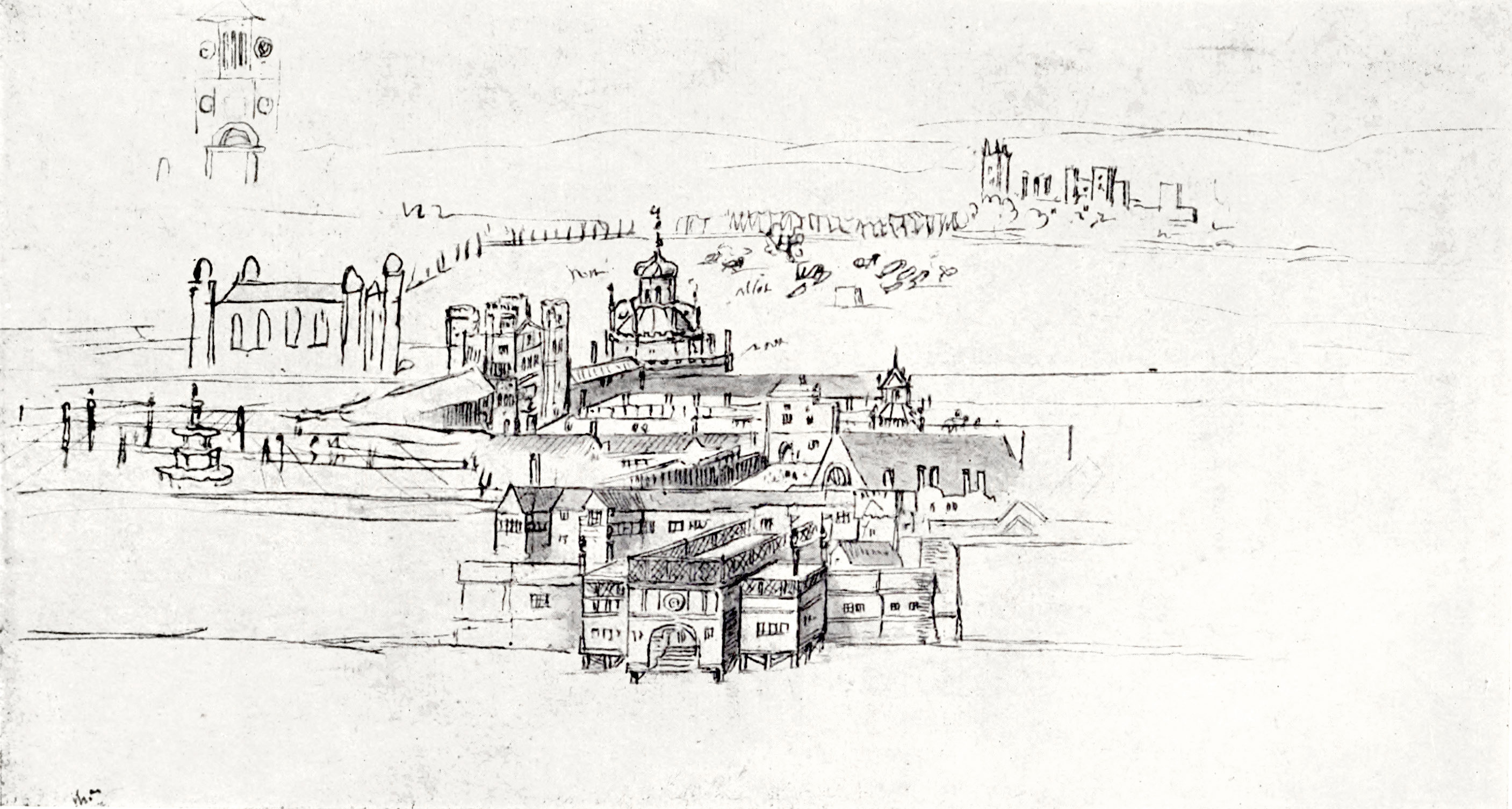
طرحی از کاخ وایت هال در سال ۱۵۴۴، توسط آنتون ون دن وینگارد.

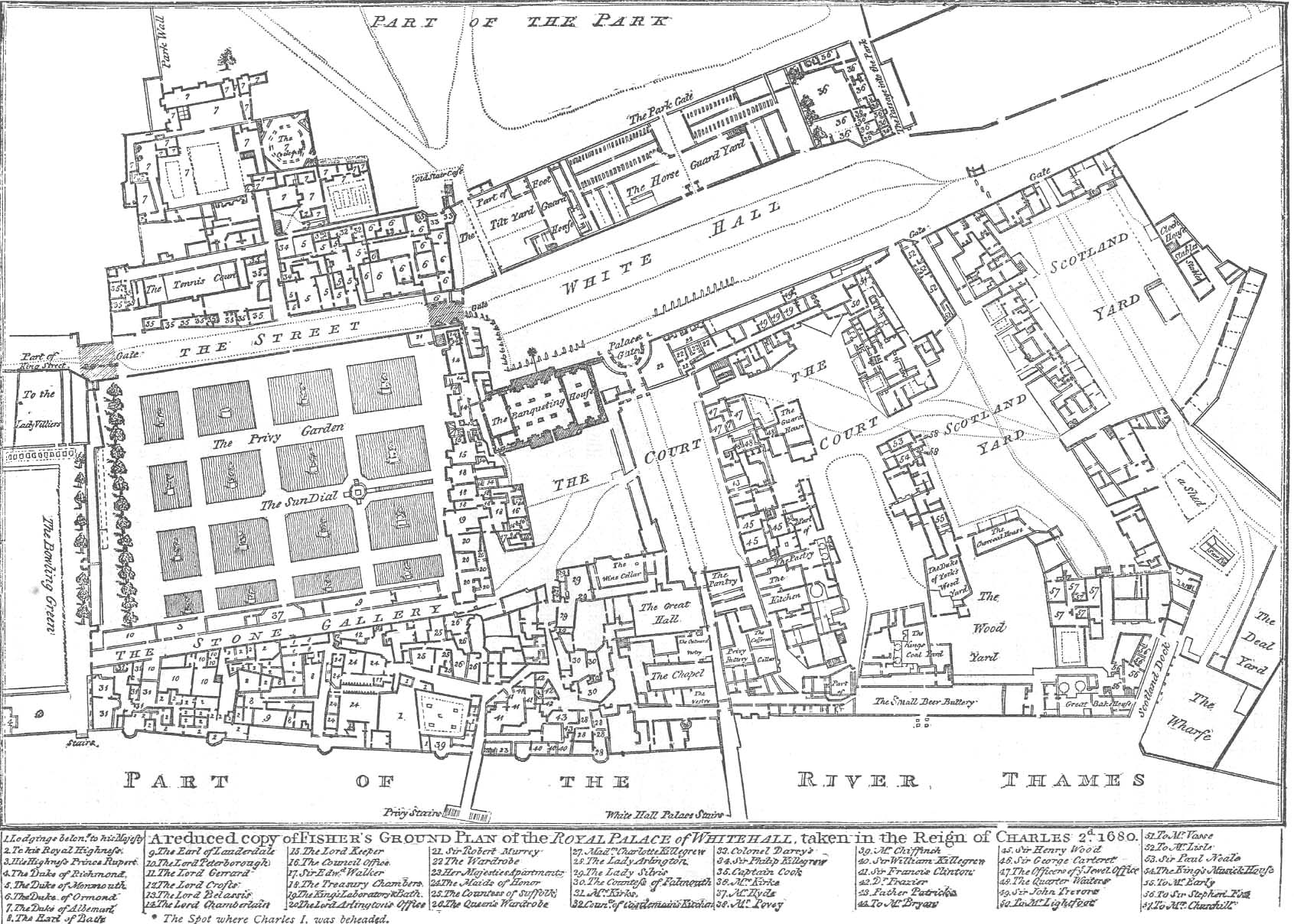
طرحی از کاخ وایت هال در سال ۱۶۸۰.

پادشاه هنری هشتم هنرمند فلاندی آنتون ون دن وینگارده را برای طراحی مجدد اقامتگاه یورک استخدام کرد و او در طول زندگی خود آن را گسترش داد. او با الهام از کاخ ریچموند، امکانات ورزشی، با زمین تنیس واقعی سرپوشیده، سبز بولینگ، گودال جنگ خروس (در محل دفتر کابینه، ۷۰ وایت هال) و محوطه ای برای دویدن (در حال حاضر محل رژه نگهبانان اسب) را شامل می‌شد). تخمین زده می‌شود که بیش از ۳۰۰۰۰ پوند (چند میلیون به ارزش امروزی) در طول دهه ۱۵۴۰ هزینه شده است که یعنی نیمی از هزینه ساخت کل کاخ بریدول می‌باشد. هنری هشتم با دو تن از همسران خود در کاخ ازدواج کرد - آن بولین در سال ۱۵۳۳ و جین سیمور در سال ۱۵۳۶، و در ژانویه ۱۵۴۷ در آنجا درگذشت.
منشی آن از دانمارک، ویلیام فاولر، آیات و آناگرام‌های لاتینی را برای ساعت آفتابی در باغ نوشت که به دستور جیمز ششم و اول بازسازی شد. در سال ۱۶۱۱، کاخ میزبان اولین اجرای شناخته شده نمایشنامه ویلیام شکسپیر طوفان بود. در فوریه ۱۶۱۳ این مکان محل برگزاری عروسی پرنسس الیزابت و فردریک پنجم از قزاقستان بود.
چهل اتاق اقامتگاهی که برای رابرت کار مورد علاقه شاه جیمز، ارل اول سامرست، شامل یک گالری عکس در یک سالن بولینگ تغییر یافته بود. من و جیمز ششم تغییرات قابل توجهی در ساختمان‌ها ایجاد کردیم، به ویژه ساخت خانه ضیافت جدید در سال ۱۶۲۲ که ساخته شد. به طرحی از اینیگو جونز برای جایگزینی مجموعه ای از خانه‌های ضیافت قبلی مربوط به زمان الیزابت اول. دکوراسیون آن در سال ۱۶۳۴ با تکمیل سقف توسط پیتر پل روبنس، به سفارش چارلز اول که قرار بود در جلوی ساختمان در سال ۱۶۴۹قرار بگیرد.
تا سال ۱۶۵۰ کاخ وایت هال با بیش از ۱۵۰۰ اتاق، بزرگ‌ترین مجموعه ساختمان‌های سکولار در انگلستان بود. چیدمان آن نامنظم بود و اجزای تشکیل دهنده آن در اندازه‌های مختلف و در چندین سبک معماری مختلف بود که بیشتر شبیه یک شهر کوچک بود تا یک ساختمان واحد. بی نظمی ساختمان‌ها به دلیل تمایل درباریان به ساختن بر روی آنها افزایش یافت. اقامتگاه‌هایی را با هزینه خود یا پادشاه اختصاص دادند. استفان فاکس، منشی پارچه سبز چارلز دوم، در دهه ۱۶۶۰ از دفتر کار مجوز گرفت تا در سه اتاقی که به او محول شده بود، اضافات بسازد. زمانی که کارش تمام شد، یک عمارت بزرگ با خانه مربی، اصطبل، و منظره ای از رودخانه تیمز ساخته بود.
چارلز دوم کارهای کوچکی را سفارش داد، اما بازسازی‌های گسترده‌ای انجام داد. او نیز مانند پدرش در کاخ درگذشت، اما بر اثر سکته مغزی. جیمز دوم دستور تغییرات مختلفی را به کریستوفر رن داد، از جمله کلیسای کوچکی که در سال ۱۶۸۷ به پایان رسید، بازسازی آپارتمان‌های ملکه (حدود ۱۶۸۸)، و اقامتگاه‌های خصوصی ملکه (۱۶۸۹). کلیسای کوچک کاتولیک رومی جیمز دوم، ساخته شده در یک دوره ضد کاتولیک شدید در انگلستان، مورد انتقاد بسیاری قرار گرفت و همچنین در دسامبر ۱۶۸۶ به پایان رسید. سقف با ۸۱۳۲ قطعه ورق طلا تزئین شده بود، و در انتهای شرقی آن. از شبستان، یک محراب سنگ مرمر عظیم (۴۰ فوت (۱۲ متر) ارتفاع و ۲۵ فوت (۷٫۶ متر) عرض) طراحی شده توسط رن و حکاکی شده توسط گرینلینگ گیبون بر آن غالب بود.

## تخریب

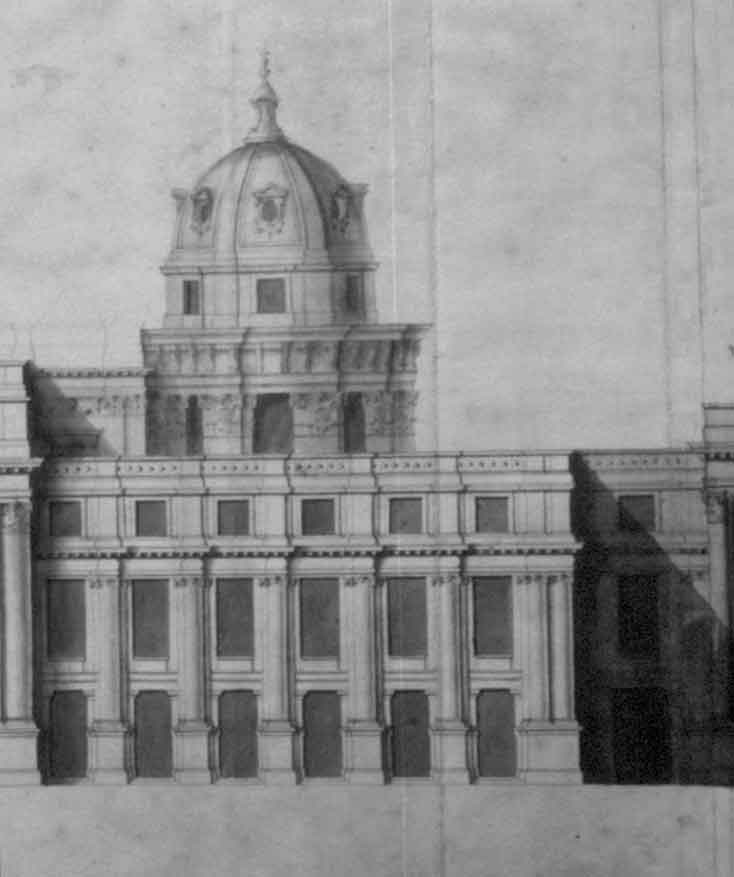
بخشی از پیشنهاد برای جایگزینی کاخ که توسط کریستوفر رن در سال ۱۶۹۸ ترسیم شد. این کاخ هرگز بازسازی نشد.

در سال ۱۶۹۱ این کاخ به بزرگ‌ترین و پیچیده‌ترین قصر در اروپا تبدیل شد. در ۱۰ آوریل، آتش‌سوزی در آپارتمان بسیار بازسازی شده‌ای که قبلاً توسط دوشس پورتسموث استفاده می‌شد، رخ داد و به ساختارهای قدیمی کاخ آسیب رساند، اگرچه ظاهراً آپارتمان‌های دولتی نبود. این در واقع انسجام بیشتری به مجموعه باقی مانده داد. در پایان ۱۶۹۴ مری دوم در کاخ کنزینگتون بر اثر آبله درگذشت و در ۲۴ ژانویه بعد در ایالت وایت هال خوابید. ویلیام و مری به نفع کاخ خود در کنزینگتون از وایت هال اجتناب کرده بودند.
آتش‌سوزی دوم در ۴ ژانویه ۱۶۹۸ بسیاری از ساختمان‌های مسکونی و دولتی باقی مانده را ویران کرد. این آتش‌سوزی به‌طور ناخواسته توسط یک خدمتکار در اتاق بالایی که کتانی خیس را در اطراف یک منقل ذغالی سوخته آویزان کرده بود، شروع شد تا خشک شود. کتانی آتش گرفت و شعله‌های آتش به سرعت در سراسر مجموعه کاخ پخش شد و به مدت ۱۵ ساعت پیش از اینکه آتش‌نشان‌ها بتوانند آن را خاموش کنند، بیداد کرد. روز بعد، باد شدت گرفت و آتش را دوباره شعله‌ور کرد. کریستوفر رن، که در آن زمان نقشه‌بردار آثار پادشاه بود، صراحتاً توسط ویلیام سوم دستور داده شد تا نیروی انسانی را برای نجات جواهر معماری مجموعه، خانه ضیافت، متمرکز کند. از ورود حدود ۲۰ ساختمان برای ایجاد آتش‌شکن ویران شدند، اما این امر نتوانست از گسترش شعله‌های آتش به سمت غرب جلوگیری کند.
جان اولین در ۵ ژانویه به اختصار خاطرنشان کرد: «وایت هال سوخت! چیزی جز دیوارها و ویرانه‌ها باقی نمانده است.» علاوه بر ضیافت خانه، برخی از ساختمان‌ها در اسکاتلند یارد و برخی رو به پارک، همراه با دروازه موسوم به Holbein که در نهایت در سال ۱۷۶۹ تخریب شد، باقی ماندند.
در جریان آتش‌سوزی بسیاری از آثار هنری، احتمالاً از جمله کوپید میکل آنژ، مجسمه معروفی که به عنوان بخشی از مجموعه گونزاگا در قرن هفدهم خریداری شد، از بین رفت. همچنین نقاشی دیواری نمادین هانس هولبین جوان از جمله پرتره هنری هشتم و مجسمه سنگ مرمر شاه چارلز اول توسط جیان لورنزو برنینی از دست رفت.

## وضعیت کنونی

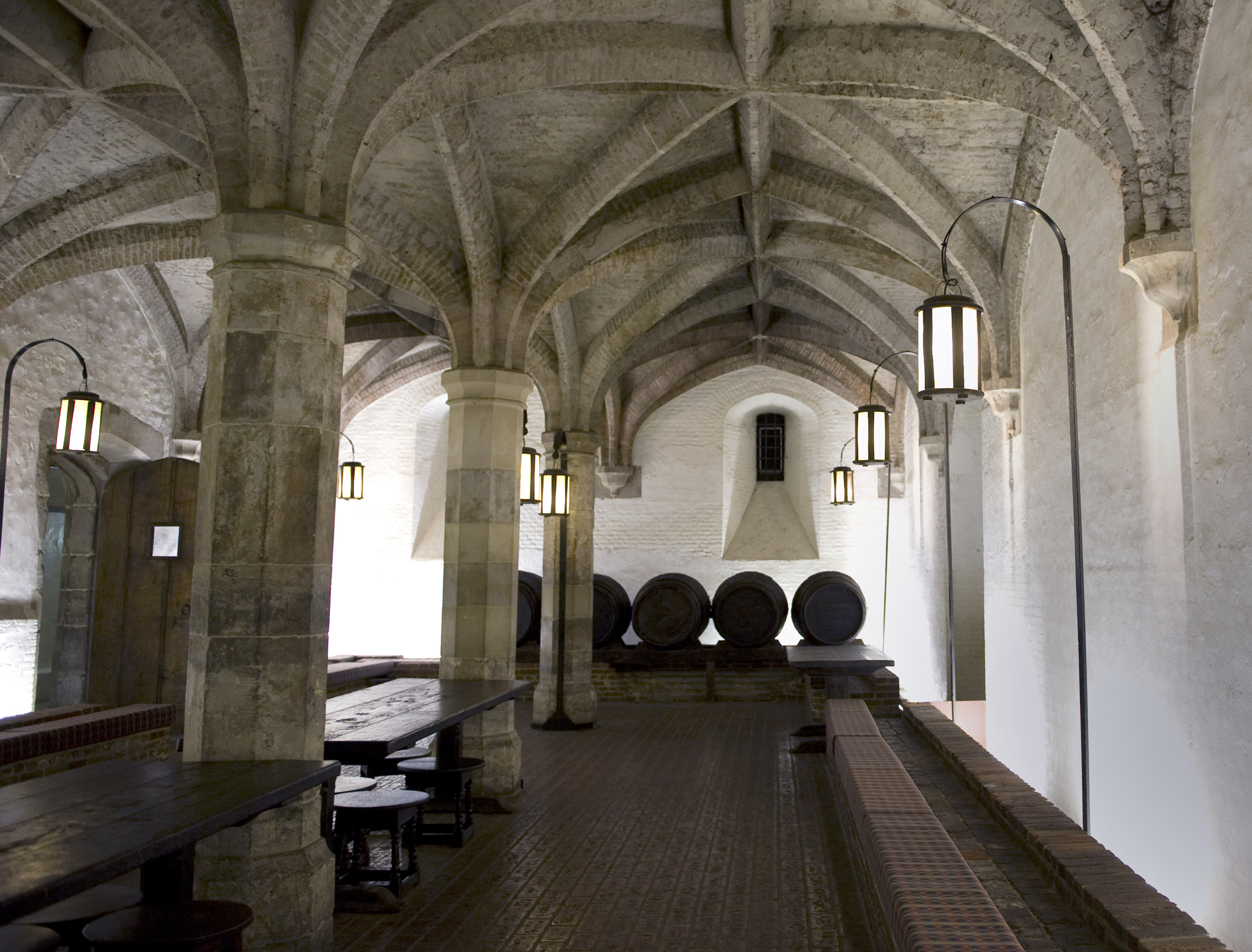
انبار شراب هنری هشتم

خانه ضیافت تنها ساختمان یکپارچه مجموعه است که در حال حاضر پابرجاست، اگرچه تا حدودی اصلاح شده است. بخش‌های مختلف دیگری از کاخ قدیمی هنوز وجود دارد که اغلب در ساختمان‌های جدید مجموعه دولتی وایت هال گنجانده شده‌اند. اینها شامل یک برج و بخش‌های دیگر زمین‌های تنیس سرپوشیده سابق از زمان هنری هشتم است که در خزانه‌داری قدیمی و دفتر کابینه در 70 Whitehall ساخته شده است.

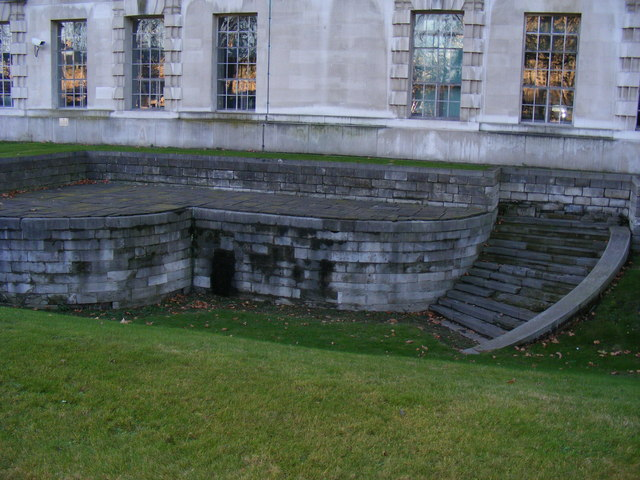
پله‌های ملکه مری، کاخ وایت هال

با شروع در سال ۱۹۳۸، ضلع شرقی سایت با ساختمانی که اکنون در آن وزارت دفاع (MOD) قرار دارد، بازسازی شد که اکنون به عنوان ساختمان اصلی وزارت دفاع شناخته می‌شود. زیرزمینی از اتاق بزرگ ولسی، که اکنون به عنوان سرداب شراب هنری هشتم شناخته می‌شود، نمونه‌ای از سقف طاق‌دار آجری تودور به طول حدود ۷۰ فوت (۲۱ متر) و عرض ۳۰ فوت (۹ متر) بود که نه تنها با طرحی برای ساختمان جدید و همچنین با مسیر پیشنهادی برای خیابان نگهبانان اسب. پس از درخواست ملکه مری در سال ۱۹۳۸ و وعده ای در پارلمان، تدابیری برای حفظ سرداب در نظر گرفته شد. بر این اساس، در سال ۱۹۴۹، زمانی که ساخت و ساز در محل پس از جنگ جهانی دوم از سر گرفته شد، آن را در فولاد و بتن محصور کردند و ۹ فوت (۳ متر) به غرب و نزدیک به ۱۹ فوت (۶ متر) عمیق‌تر منتقل کردند. این کار بدون آسیب قابل توجهی به سازه انجام شد و اکنون در زیرزمین ساختمان قرار دارد
تعدادی حکاکی از سنگ مرمر از کلیسای کوچک سابق در وایت هال (که برای جیمز دوم ساخته شد) در کلیسای سنت اندرو، برنهام-آن-سی، در سامرست وجود دارد، جایی که در سال ۱۸۲۰ پس از انتقال به کلیسای وست مینستر به آنجا منتقل شدند.

## منابع

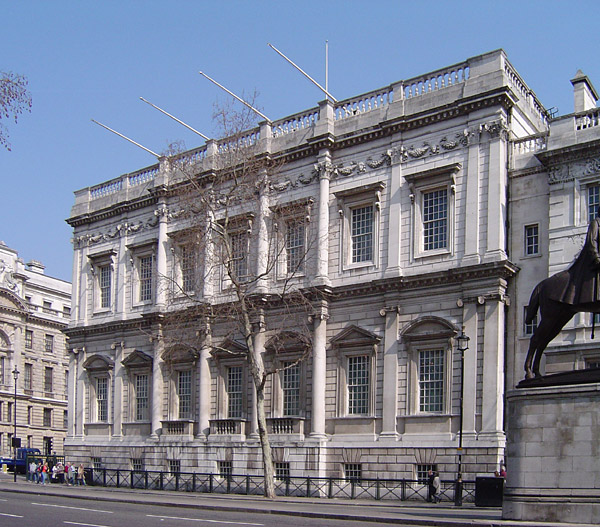
خانه ضیافت لندن، تنها جزء باقی مانده از کاخ وایت هال